# 千歳市立青葉中学校
千歳市立青葉中学校（ちとせしりつあおばちゅうがっこう）は、北海道千歳市豊里に所在する公立中学校。

## 沿革
1957年8月、生徒増加により千歳中学校から分離独立し、千歳市青葉丘45番地にて「千歳市立青葉中学校」（生徒304名、6学級）が開校した。1972年1月に真町中学校が分離。1973年1月には航空機の飛行コース直下のため校舎を現在地に移転することになった。1975年3月、富丘中学校が分離した。
年表
- 1957年（昭和32年）- 設立認可、新校舎完成、千歳市立青葉中学校が開校、校章制定[1]。
- 1958年（昭和33年）- 校歌制定、体育館完成[1]。
- 1959年（昭和34年）- 仮校舎完成、第二期校舎増築工事完成[1]。
- 1960年（昭和35年）- 第三期校舎増築工事完成、体育館拡張工事完成[1]。
- 1962年（昭和37年）- 第四期校舎増築工事完成[1]。
- 1972年（昭和47年）- 真町中学校が分離。
- 1973年（昭和48年）- 新校舎を現在地に移転。
- 1974年（昭和49年）- 体育館が完成[1]。
- 1975年（昭和50年）- 富丘中学校が分離。
- 1978年（昭和53年）- 技術科教室2教室完成[1]。
- 1981年（昭和56年）- 校舎増築工事完成[1]。
- 1990年（平成2年）- プレハブ校舎完成[1]。
- 1993年（平成5年）- コンピュータ室完成[1]。

## 教育目標
- すぐれた知性（知）[2]
- 豊かな情操（徳）[2]
- 強靭な意志と体力（体）[2]
- 主体的な行動力（生きる力）[2]

## 学校行事
学校行事は以下の通り
- 4月 - 始業式、入学式、知能検査（1年）、修学旅行（3年）
- 5月 -
- 6月 - 学力テスト（3年）、体育祭
- 7月 - 宿泊学習（2年）、体験学習（1年）、夏季休業
- 8月 -
- 9月 - 前期定期テスト、学力テストA（3年）
- 10月 - 文化祭、学力テストB（3年）、秋季休業、後期始業式、防災学習（1年）
- 11月 - 学力テスト、三者懇談
- 12月 - 後期定期テスト（3年）、冬季休業
- 1月 -
- 2月 - 後期定期テスト（1・2年）
- 3月 - 卒業式、修了式、学年末休業

## 部活動
体育部
- バスケットボール部（男子・女子）
- 卓球部（男子・女子）
- 女子バレーボール部
- サッカー部
- 野球部

文化部
- 合唱部
- 美術部

## 通学区域
通学区域は以下の通り
- 青葉
- 住吉
- 東郊
- 日の出
- 日の出丘
- 青葉丘
- 豊里
- 柏台
- 梅ヶ丘
- 寿
- 弥生
- 旭ヶ丘

- 柏台南1丁目 - 2丁目
- 流通1丁目 - 3丁目
- 根志越の一部（千歳川の右側、祝梅川の左側）
- 祝梅の一部（祝梅根志越線の南側）

## 出身小学校
- 千歳市立日の出小学校
- 千歳市立祝梅小学校

## 交通アクセス
鉄道
- JR千歳線千歳駅より徒歩25分[6]。

バス
- 富士交通「青葉中学校前」停留所下車、徒歩1分[7]。
- 十勝バス「青葉中学校前」停留所下車、徒歩1分[8]。